# Costanza Sforza di Santa Fiora
Costanza Sforza di Santa Fiora (* September 1558 in Parma; † 22. Januar 1617 in Sora) war Herzogin von Sora und ab 1576 Ehefrau von Giacomo Boncompagni, Marchese von Vignola und Herzog von Sora.

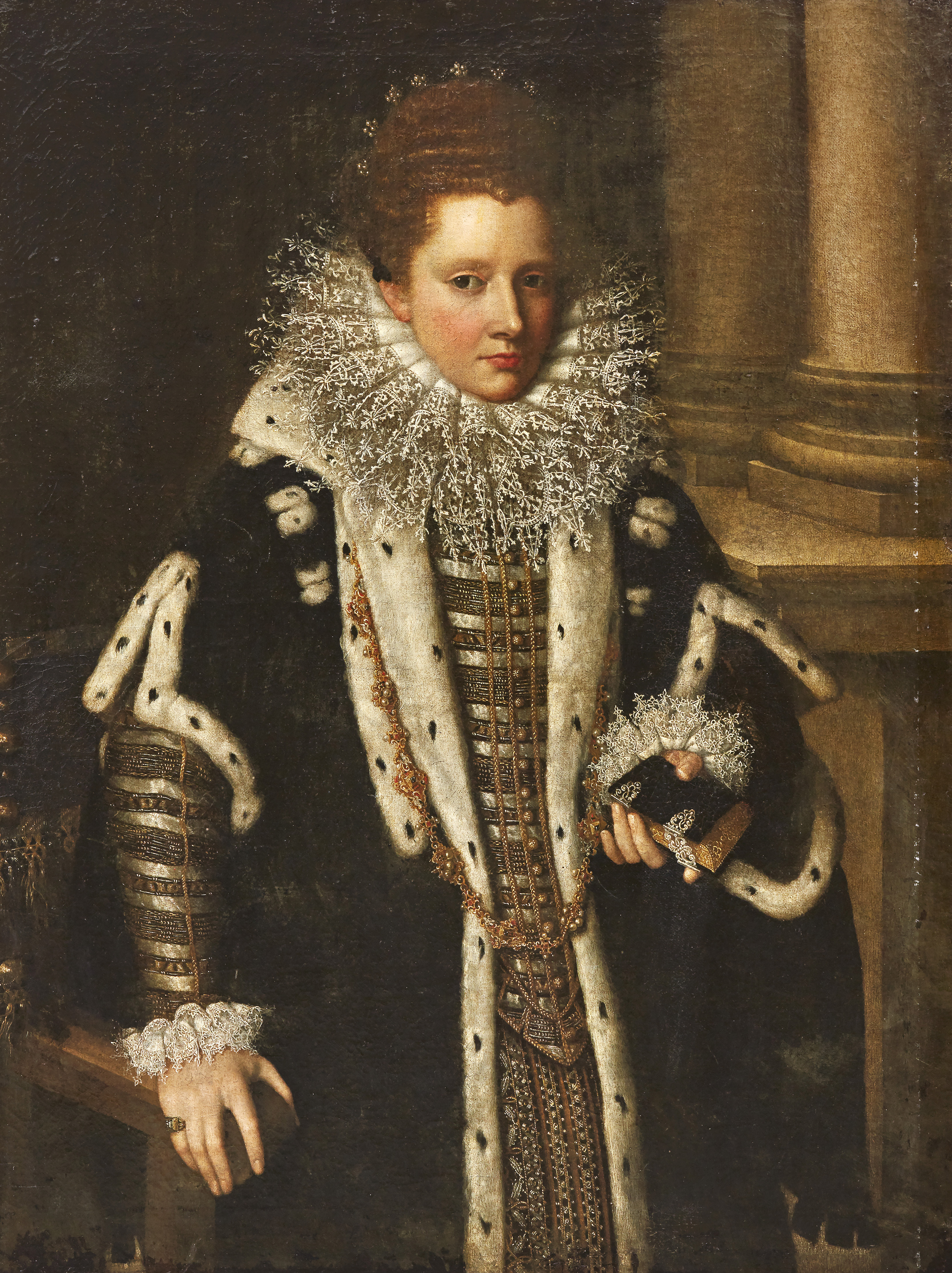
Costanza Sforza di Santa Fiora

## Leben
Als Tochter von Sforza Sforza di Santa Fiora und Caterina de’ Nobili war sie eine direkte Nichte von Costanza Farnese, der Tochter von Papst Paul III. Nach langwierigen Verhandlungen erfolgte im Februar 1576 die Bekanntgabe der Ehe mit Giacomo Boncompagni. Costanza brachte eine Mitgift von 50.000 Scudi in die Ehe ein, verzichtete jedoch zugunsten ihres Bruders Francesco auf ihr Erbe (der Vater war ein Jahr zuvor verstorben). Begleitet von ihrer Mutter und ihrer Tante Giulia Sforza reiste sie ab dem 13. Februar nach Rom. Am letzten Februartag zogen sie durch die Porta del Popolo in die Stadt ein und wurden von der gesamten römischen Aristokratie sowie der päpstlichen Garde empfangen. Am 1. März begannen die Hochzeitsfeierlichkeiten in Anwesenheit der Botschafter von Spanien, Portugal und Venedig, sechzehn Kardinälen und etwa hundert Edelfrauen. Sie wurden in den folgenden Tagen an verschiedenen Orten fortgesetzt. Beobachter berichteten, dass solche prunkvolle Hochzeiten von nahen Angehörigen des Papstes in Rom noch nie gesehen wurden. Während des Pontifikats ihres Schwiegervaters lebte sie mit ihrem Gatten hauptsächlich in Rom, blieb aber nach dem Jahr 1585 der Stadt fern.
Gemeinsam mit ihrem Gatten beteiligte sie sich aktiv an der Verwaltung des Herzogtums Sora, das sie von ihrem Schwiegervater Gregor XIII. als Schenkung erhalten hatte. Sie residierte in der Nähe von Isola di Sora (heute Isola del Liri), verschönerte das herzogliche Schloss mit der Anlage eines Parks und gab eine innere Galerie mit wertvollen Stuckarbeiten in Auftrag, die in Flachreliefs die Städte des Herzogtums Sora zeigten. Sie widmete sich der Förderung von Kunst und Kultur und gründete 1614 in der heutigen Provinz Frosinone eines der ersten Jesuitenkollegs, in dessen Gebäude sich heute das Rathaus befindet. Sie ließ in Sora für die Jesuiten die Kirche Santo Spirito auf dem gleichnamigen Platz bauen.
Costanza hatte zwölf Kinder und starb am 22. Januar 1617 in Sora.
Von Fabrizio Caroso wurde ihr in der Oper Nobiltà di Dame ein darin enthaltenes Ballett gewidmet.